# Leptorchestes sikorskii
Leptorchestes sikorskii är en spindelart som beskrevs av Prószynski 1999 [2000. Leptorchestes sikorskii ingår i släktet Leptorchestes och familjen hoppspindlar. Inga underarter finns listade i Catalogue of Life.